# Susanthika Jayasinghe
Kameradin Susanthika Jayasinghe (sinhalsko සුසන්තිකා ජයසිංහ, tamilsko சுசந்திகா ஜயசிங்ஹ), šrilanška atletinja, * 17. december 1975, Uduwaka, Šrilanka.
Nastopila je na olimpijskih igrah v letih 1996, 2000 in 2008, leta 2000 je osvojila srebrno medaljo v teku na 200 m. Na svetovnih prvenstvih je v isti disciplini osvojila srebrno medaljo leta 1997 in bronasto leta 2007, na azijskih prvenstvih pa tri zlate medalje v teku na 200 m, dve zlati in srebrno medaljo v teku na 100 m ter zlato medaljo v štafeti 4x100 m. 